# قليج (بهي فيض الله بيغي)
قلیج (بالفارسية: قلیج) هي قرية تقع في إيران في أذربيجان الغربية. يقدر عدد سكانها بـ 28 نسمة بحسب إحصاء 2016.